# Városi-Stadion (Nyíregyháza)
Das Városi-Stadion (deutsch Städtisches Stadion) war ein Fußballstadion mit Leichtathletikanlage in der ungarischen Stadt Nyíregyháza, Komitat Szabolcs-Szatmár-Bereg im Osten des Landes. Die Sportstätte war auch als Sóstói Stadion oder Sóstói Úti Stadion bekannt, nach der Straße Sóstói út, an der sie lag. In der Anlage trug der Fußballverein Nyíregyháza Spartacus FC, der zur Saison 2014/15 in die erste ungarische Fußballliga Nemzeti Bajnokság aufstieg, seine Heimspiele aus. 

## Geschichte
Das Stadion wurde auf Erdwällen errichtet und 1958 eingeweiht. Die Spielstätte wurde in den folgenden Jahren, bis in die 1980er-Jahre, nach und nach renoviert. Aus dieser Zeit stammt auch der Besucherrekord. Am 1. November 1980 lockte ein Spiel gegen Ferencváros Budapest 28.000 Zuschauer in die Anlage. Die Stadt Nyíregyháza wurde für die Leichtathletik-Junioreneuropameisterschaften 1995 ausgewählt, die Wettbewerbe wurden vom 27. bis 30. Juli im städtischen Stadion ausgetragen.
2002 wurde die Spielstätte für 550 Millionen HUF (etwa 1,8 Mio. €) renoviert. Sie wurde durch die hochaufragende, überdachte Westtribüne ergänzt. Der einstöckige Rang entsprach den FIFA-Normen und bot 3.400 Sitzplätze. Ferner enthielt sie Vereinsbüros und Umkleidekabinen. Mit einem Spiel zwischen dem Nyíregyháza Spartacus FC und dem Pécsi Mecsek FC (2:3) wurde das umgestaltete Stadion am 5. Oktober 2002 wiedereröffnet.
2009 widmete man sich unter anderem den gealterten Stadionkurven. Der Beton der Stehränge wurde grundsaniert und mit 4.970 Sitzen ausgerüstet. Des Weiteren erhielt das städtische Stadion eine neue Beschallungsanlage, die Leichtathletikanlage wurde erneuert und der Spielfeldrasen ausgewechselt. Der Kostenaufwand der Arbeiten belief sich auf 250 Mio. HUF (rund 807.000 €). Die Hälfte der Summe wurde durch die Europäische Union gefördert.
Das Stadion bot zuletzt 10.300 Sitzplätze, wovon 4.200 Plätze überdacht waren. Die Bestuhlung war in der Vereinsfarben Rot und Blau gehalten. Der Tribünenrang bildete einen umlaufenden Ring, nur unterbrochen vom Tribünenneubau. Der Rang im Osten verfügte über ein aufgesetztes Tribünenteil, das ebenfalls ein Dach besaß. Auf der Nordkurve befand sich die 2003 installierte elektronische Anzeigetafel. Sie ersetzte die Spielstandanzeige von 1992. Die Flutlichtanlage auf vier Masten leistete 1.250 Lux Beleuchtungsstärke.
Das Városi-Stadion wurde im Jahr 2021 abgerissen. Auf dem Grundstück wird ein neues Stadion mit einer Kapazität von 8.150 Sitzplätzen errichtet.